# Tren Inca
El Tren Inca es un proyecto ferroviario que recorrerá longitudinalmente la Cordillera de los Andes, en Perú. El proyecto uniría la norteña ciudad de Cajamarca con la ciudad de Puno al sur.
Es un proyecto de Ferrocarril de Larga distancia que irá paralelo a la Via Longitudinal y a diversas vías que bordean y cruzan a la Cordillera de Los Andes y diversos valles de escala Nacional a lo largo de 1500 km.

## Proyecto
Fue anunciado en octubre de 2021 por el expresidente Pedro Castillo y se encuentra en fase de evaluación. Se contempla estaciones en las principales ciudades de la sierra peruana recorriendo: Cajamarca, Huamachuco, Santiago de Chuco, Caraz, Yungay, Huaraz, Huánuco, Cerro de Pasco, Tarma, Jauja, Huancayo, Huancavelica, Ayacucho, Andahuaylas, Abancay, Cusco, Espinar, Juliaca y Puno.